# Petelia nigriplaga
Petelia nigriplaga är en fjärilsart som beskrevs av William Schaus 1901. Petelia nigriplaga ingår i släktet Petelia och familjen mätare. Inga underarter finns listade i Catalogue of Life.